# 塔拉普尔
塔拉普尔（Tarapur），是印度马哈拉施特拉邦Thane县的一个城镇。总人口7012（2001年）。

## 人口
该地2001年总人口7012人，其中男性3538人，女性3474人；0—6岁人口787人，其中男419人，女368人；识字率0.78%，其中男性为0.73%，女性为0.83%。